# شهرية الرياضيات الأمريكية
شهرية الرياضيات الأمريكية (بالإنجليزية: الرياضيات الأمريكية الشهرية
American Mathematical Monthly) هي مجلة دورية للرياضيات تُنشر كل شهر، أُنشأها بنجامين فنكل عام 1894م.
المجلة توضيحية مُعدّة لشريحة كبيرة من الرياضياتيين، من طلبة السنة الجامعية الأولى إلى الخبراء الباحثين. تُختار المقالات وفق اهتمامات كل شريحة ثم تُراجع وتُعدل لضمان جودة العرض والنصوص. تلعب المجلة دوراً مختلفاً عن غيرها من مجلات الرياضيات الاعتيادية والبحثية. وهي أكثر المجلات الرياضية قراءةً في العالم وفقاً لتقارير جايستور.
منذ عام 1997م، توفّرت المجلة رقمياً في الشابكة على موضع جمعية الرياضيات الأمريكية الرسمي.
تعطي جمعية الرياضيات الأمريكية جائزة لستر آر. فورد سنوياً لـ«كُتّاب المقالات المميزة» والمنشورة في مجلة الرياضيات الأمريكية الشهرية.

## وصلات خارجية
- الصفحة الرئيسية لدورية الرياضيات الأمريكية الشهرية.
- أرشيف قائمة من مقالات الدورية مُلخصةً.
- الموقع الرسمي لجمعية الرياضيات الأمريكية.
- دورية الرياضيات الأمريكية الشهرية على جاستور.